# 木下利徽
木下 利徽（きのした としよし）は、江戸時代中期から後期にかけての大名。備中国足守藩9代藩主。足守藩木下家10代。

## 略歴
8代藩主・木下利彪の長男として誕生した。幼名は定太郎。
寛政11年（1799年）8月9日、利彪の隠居により家督を継いだ。同年12月25日、備中国賀陽郡・上房郡内の領地22200石余を陸奥国伊達郡・信夫郡内に移される。享和2年（1802年）2月18日、11代将軍徳川家斉に拝謁する。父以上に病弱だったために政務が執れず、文化2年（1805年）7月29日に伊勢国津藩藤堂家から利徳を養嗣子として迎え、同年9月5日に隠居した。隠居後も幕閣や諸藩主とのやり取りは続いていたようであり、いくつかの書状が確認されている。
十代で病弱理由に隠居した割には長命であり、嘉永4年（1851年）9月13日、66歳で死去した。

## 系譜
子女は6男7女
- 父：木下利彪（1766?-1801）
- 母：松平親盈の娘
- 室：不詳
  - 次男：木下利愛（1804-1859）
- 養子
  - 男子：木下利徳（1789-1821） - 藤堂高嶷の七男